# Ho-Cheung Pang
Edmund Pang Ho-cheung (彭浩翔S; Hong Kong, 22 settembre 1973) è un regista, sceneggiatore, produttore cinematografico, attore e scrittore hongkonghese.Nel corso della sua carriera ha realizzato film di grande risalto a livello internazionale come Dream Home.

## Biografia
Esordisce all'età di 15 anni realizzando dei cortometraggi in maniera amatoriale insieme a suo fratello. All'età di 18 anni si trasferisce temporaneamente in Taiwan per svolgere alcune ricerche, dalle quali nasce il suo primo e unico romanzo, Fulltime Killer. Successivamente inizia a dedicarsi in maniera preponderante al cinema, realizzando fra gli altri anche una trasposizione del suo stesso romanzo. Nel 2010 edito il film Dream Home, slasher dai risvolti sociali che desta un forte clamore in patria e ottiene attenzione a livello internazionale.
Nel 2012 dirige la commedia Love in the Buf, ottenendo ancora una volta consensi a livello internazionale. Sempre nel 2012 realizza il film Vulgaria, che vince alcuni premi durante gli Hong Kong Film Awards. Nel 2014 dirige il film Aberdeen, che ottiene un notevole successo commerciale e di critica. Nel 2017 realizza il film Love Off the Cuff, con cui vince un Huading Award nella categoria "miglior sceneggiatura". Nel 2019 dirige e sceneggia il film Missbehavior.

## Vita privata
Pang è sposato con la produttrice cinematografica Subi Liang. Nel 2021 è stata diffusa la notizia che la coppia si fosse trasferita in Canada perché non concorde con le nuove politiche relative alla censura cinematografica in Cina.

## Filmografia
| Anno | Titolo                | Regista | Sceneggiatore |
| ---- | --------------------- | ------- | ------------- |
| 2000 | Undercover Blues      | No      | Si            |
| 2000 | Killers               | No      | Si            |
| 2001 | The Cheaters          | No      | Si            |
| 2001 | You Shoot, I Shoot    | Si      | Si            |
| 2003 | Men Suddenly in Black | Si      | Si            |
| 2004 | Beyond Our Ken        | Si      | Si            |
| 2005 | A.V.                  | Si      | Si            |
| 2006 | Isabella              | Si      | Si            |
| 2007 | Exodus                | Si      | Si            |
| 2007 | Trivial Matters       | Si      | Si            |
| 2010 | Love in a Puff        | Si      | Si            |
| 2010 | Dream Home            | Si      | Si            |
| 2012 | Love in the Buff      | Si      | No            |
| 2012 | Vulgaria              | Si      | Si            |
| 2014 | Aberdeen              | Si      | Si            |
| 2014 | Women Who Flirt       | Si      | Si            |
| 2017 | Love Off the Cuff     | Si      | Si            |
| 2019 | Missbehavior          | Si      | Si            |